# Борзуя
Борзуя (также Бурзой, Борзуй) — персидский врач поздней сасанидской эпохи, во времена правления Хосрова I. Известен тем, что перевёл индийский сборник басен «Панчатантра» на пехлеви (среднеперсидский язык). Однако, и его перевод, и оригинальный санскритский текст — утрачены. Перед потерей, однако, его пехлевийская версия была переведена на арабский аль-Мукаффой, что он ей дал название «Калила и Димна» или «Байки Бидпаи» (произведение стало классическим произведением арабской прозы). Книга содержала басни, в которых животные комплексно взаимодействуют между собой и таким образом в аллегорической форме дают наставления трём принцам о том, как управлять государством.
Вступление в «Калилу и Димну» предоставляет нам автобиографию Борзуя.
Существуют значительные дискуссии о том, что Борзуя — это Бозоргмехр (сасанидский аристократ). Хотя источники указывают на то, что это два разных человека, Борзуя могло быть сокращением имени Бозоргмехр.